# OK Go
OK Go – amerykański zespół z Chicago grający indie rock.
Ich pierwszym hitem dzięki któremu wdarli się przebojem na rynek muzyczny był: „Get Over It”. Do najbardziej znanych przebojów grupy należą: „Here It Goes Again”, „Oh Lately It's So Quiet”, „A Milion Ways”, „Do What You Want” i „Don't Ask Me”.
W sumie grupa wydała, jak na razie, 5 płyt. Pierwszy dwupłytowy album z 2000 zawierał tylko sześć utworów (w tym popularne do dziś „Hello, My Treacherous Friends” czy „We Dug A Hole”).
Następna płyta wydana w 2002 nosiła tytuł „OK Go” i znajdowało się na niej większość znanych dziś piosenek („Get Over It”, „Don't Ask Me”...) – w sumie na płycie znalazło się ich 12.
W połowie 2005 grupa wydała płytę „Do What You Want”, na której oprócz tytułowego nagrania znalazły się także dwa inne utwory. Dwa miesiące później wydano płytę „Oh No” zawierającą już 13 utworów (znacząca większość z nich jest dziś zaliczana do najlepszych piosenek grupy – np. „Oh Lately It's So Quiet” czy „A Million Ways”).